# Un certain regard
Un certain regard (česky Určitý/Jistý pohled) je sekce oficiální přehlídky Filmového festivalu v Cannes. Byla založena v roce 1978. Každoročně je do přehlídky vybrána dvacítka filmů. Un certain regard finančně oceňuje jeden z těchto filmů jako pomoc při distribuci ve Francii. Jedná se o částku 30 000 €, kterou od roku 2005 uděluje nadace Fondation Groupama Gan pour le cinéma. Smyslem sekce je představit více „atypickou“ kinematografii než je v hlavní soutěžní sekci a ocenit filmaře, kteří nejsou příliš známí. V roce 1994 byl do sekce vybrán český film Lekce Faust režiséra Jana Švankmajera.

## Oceněné filmy
- 1998: Killer, režie Darejan Omirbaev (Francie)
- 1999: Beautiful People, režie Jasmin Dizar (Spojené království)
- 2000: Things you can tell just by looking at her, režie Rodrigo Garcia (USA, Německo)
- 2001: Amour d'enfance, režie Yves Caumon (Francie)
- 2002: Sud Senaeha, režie Apichatpong Weerasethakul (Thajsko)
- 2003: La Meglio gioventù, režie Marco Tullio Giordana (Itálie)
- 2004: Moolaadé, režie Ousmane Sembène (Senegal)
- 2005: Moartea Domnului Lazarescu, režie Cristi Puiu (Rumunsko)
- 2006: Jiang cheng xia ri, režie Wang Chao (Čína)
- 2007: California Dreamin´, režie Cristian Nemescu (Rumunsko)
- 2008: Tulpan, režie Sergeï Dvortsevoy (Kazachstán)
- 2009: Kinodontas, režie Jórgos Lánthimos (Řecko)
- 2010: Hahaha, režie Hong Sang-soo (Jižní Korea)
- 2011: Arirang, režie Kim Ki-duk (Jižní Korea) a Halt auf freier Strecke, režie Andreas Dresen (Německo)
- 2012: Después de Lucía, režie Michel Franco (Mexiko)
- 2013: L'Image manquante, režie Rithy Panh (Kambodža)
- 2016: Hymyilevä mies, režie Juho Kuosmanen (Finsko)
- 2017: Lerd, režie Mohammad Rasoulof (Írán)
- 2018: Gräns, režie Ali Abbasi (Švédsko)
- 2019: A Vida Invisível de Eurídice Gusmão, režie Karim Aïnouz (Brazílie)
- 2020: ročník zrušen
- 2021: Razžimaja kulaki, režie Kira Kovalenko (Rusko)